# Abasî

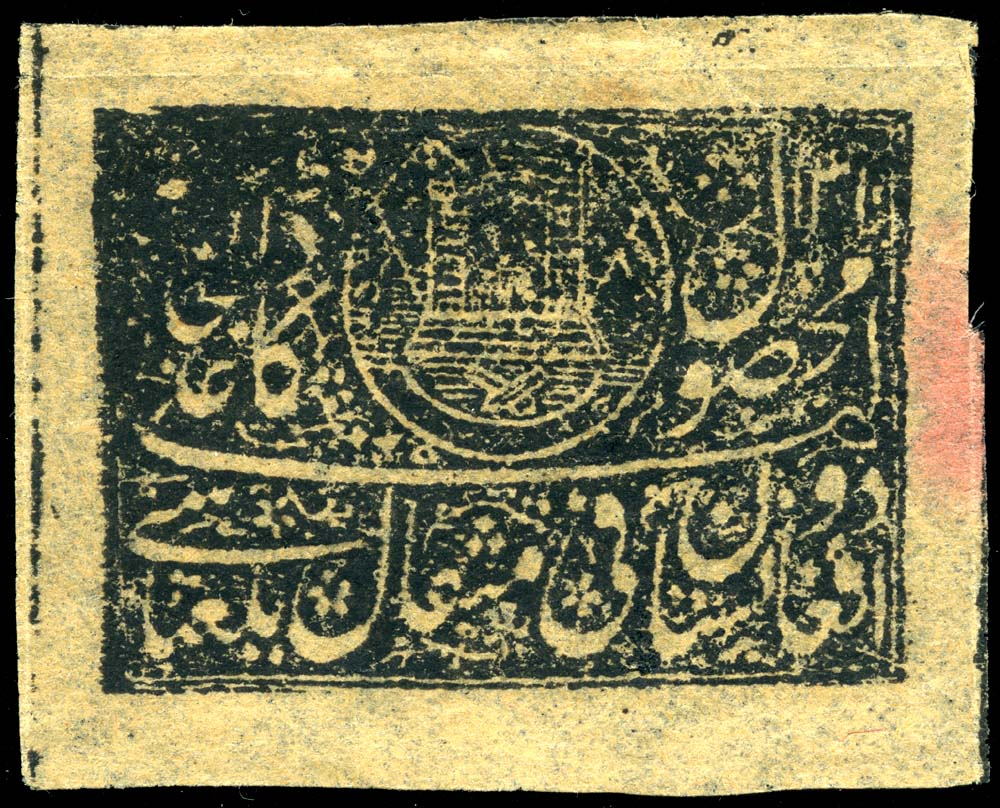
Frimärke på 1 abasi (Afghanistan, 1892)

Abasî (Abassî, Abbasî), persiskt silvermynt, först präglat 1620, uppkallat efter konung Abbas I.